# Macrothemis calliste
Macrothemis calliste – gatunek ważki z rodziny ważkowatych (Libellulidae).